# Airbus Executive and Private Aviation
L'Airbus Executive and Private Aviation è la famiglia di aerei business di Airbus.

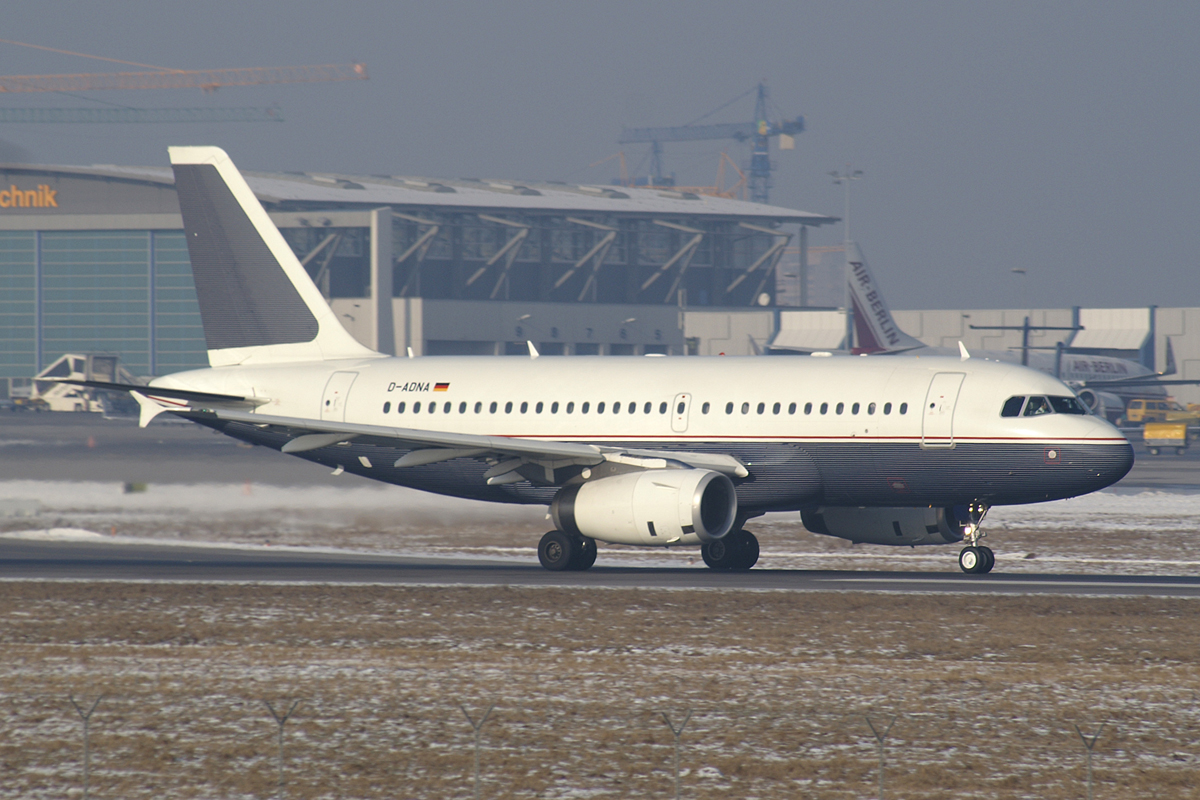
Un A319 ACJ della DaimlerChrysler.

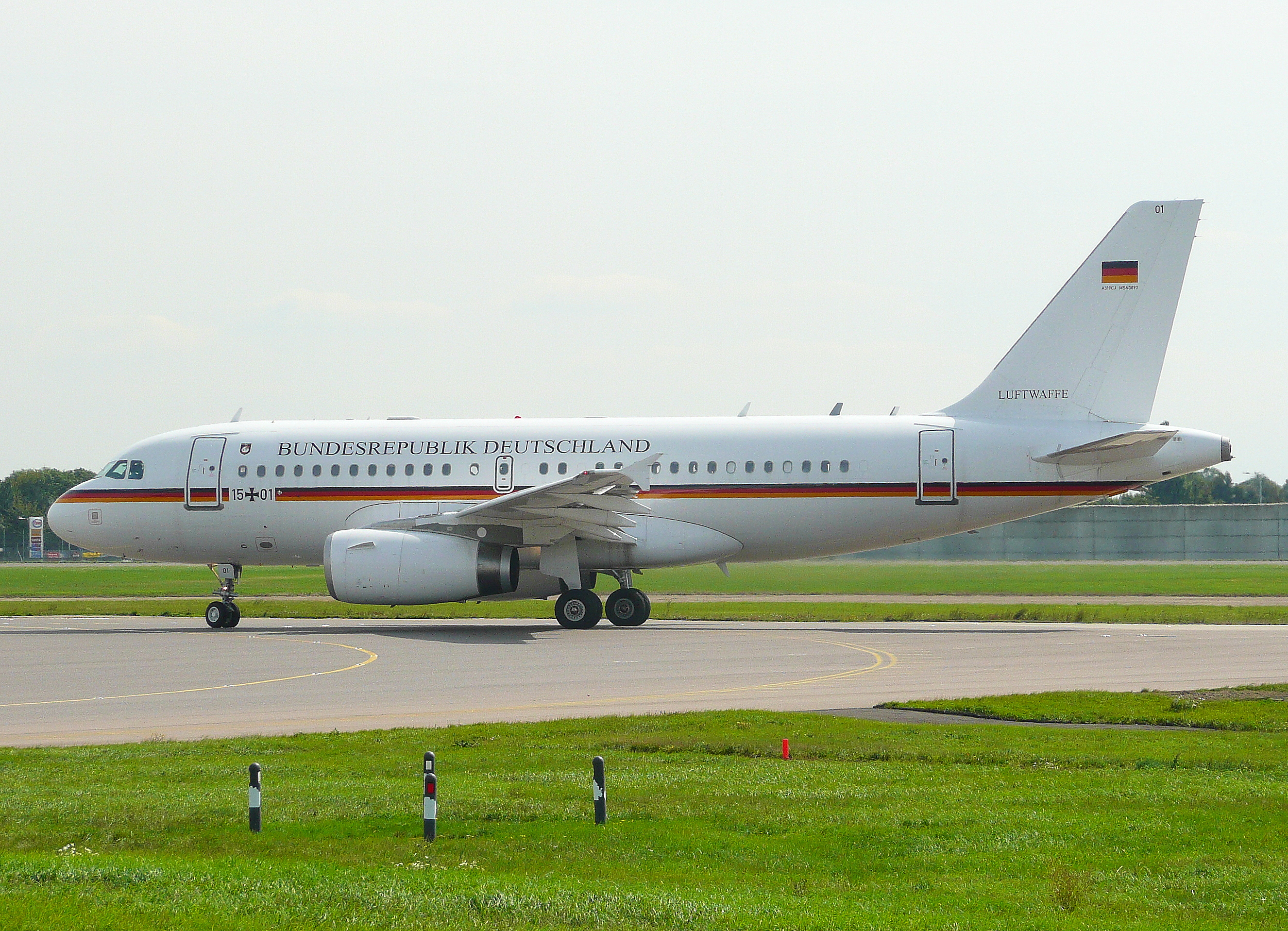
Un A319 ACJ della Luftwaffe.

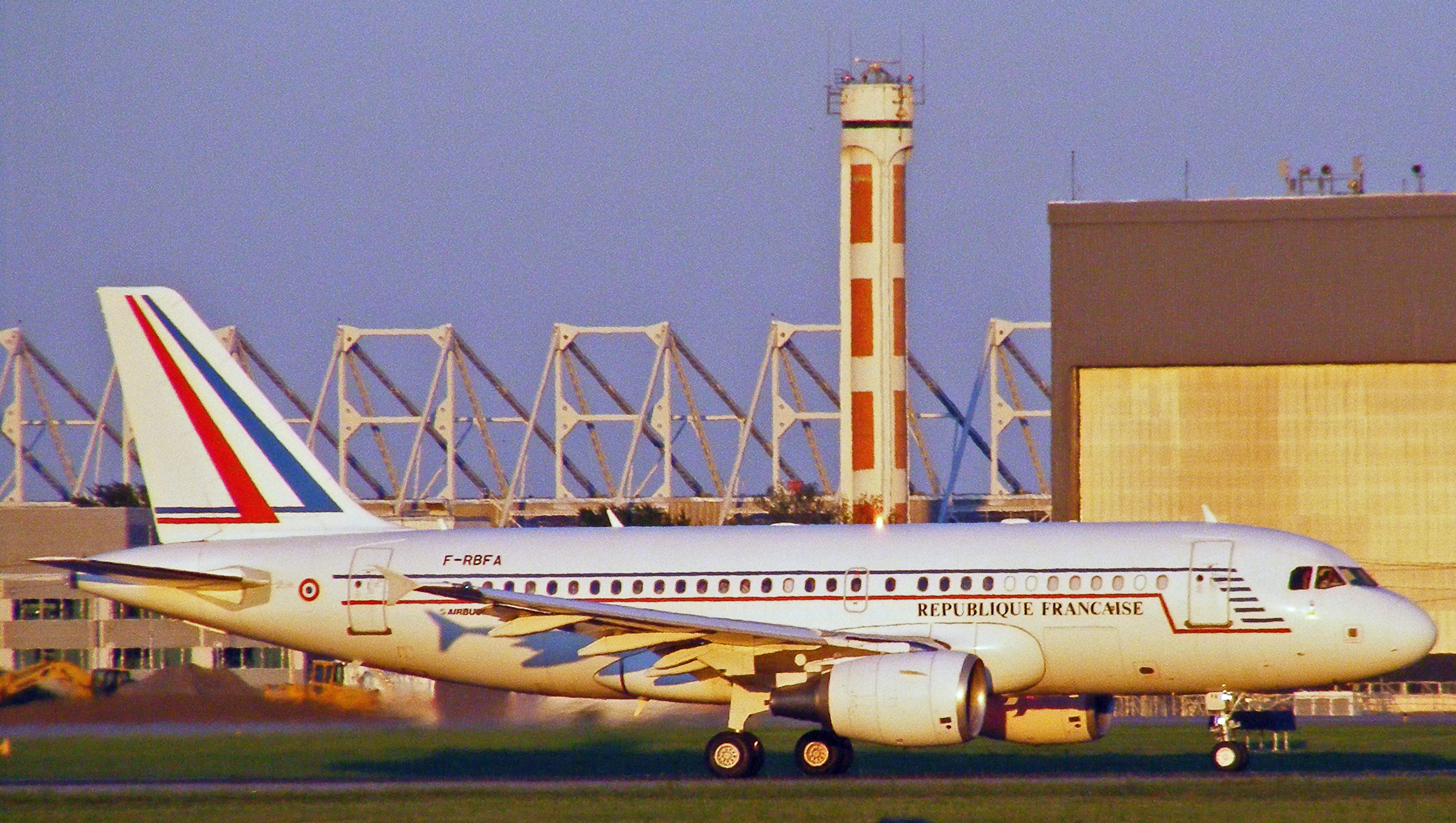
Un A319 ACJ dell'Armée de l'air.

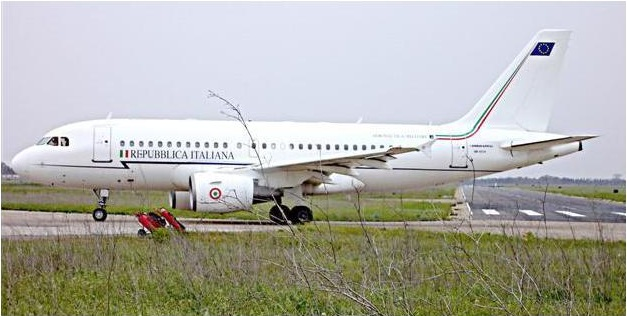
Un A319 ACJ dell'Aeronautica Militare.

## Introduzione
Airbus Executive and Private Aviation è un produttore di aeromobili d'affari (business jet), è una sussidiaria di Airbus SAS, del gruppo EADS, e ha una gamma di modelli paralleli agli aeromobili commerciali offerti dalla società, che vanno dal piccolo Airbus A318 Elite al double-decked Airbus A380 Prestige.

Dopo l'introduzione dei business jet della Boeing (Boeing BBJ) basati inizialmente sul Boeing 737, Airbus ha fatto il suo ingresso dei mercato dei business jet con l'A319 Corporate Jet nel 1997.

Anche se il termine "Airbus Corporate Jet" è stato inizialmente utilizzato solo per l'A319, ora è spesso utilizzato per tutti i modelli, compresi i "VIP Widebodies".

Al 2008, 100 business jet sono stati venduti, tra cui un Airbus A380 Prestige.

Al 31 dicembre 2010, sono stati ordinati 174 business jet, tra cui 8 Airbus A350 XWB Prestige.
Con la locuzione Airbus Executive and Private Aviation, l'Airbus ricomprende tutti i suoi aeromobili che non sono in capo ad una compagnia aerea; comprendendo quindi tutti i velivoli utilizzati da società per il trasporto privato di personalità e i velivoli militari da trasporto che sono utilizzati dalle forze aree militari per il trasporto governativo (di capi di stato e di governo) e militare (uomini e mezzi delle forze armate).

## ACJ Family

### Narrow body
- ACJ318 (configurazione tipica 8 passeggeri e 7.800 km di raggio)
- ACJ319 (configurazione tipica 8 passeggeri e 11.100 km di raggio)
- ACJ320 (configurazione tipica 8 passeggeri e 7.800 km di raggio)
- ACJ321 (configurazione tipica 8 passeggeri e 7.800 km di raggio)
- ACJ319neo (configurazione tipica 8 passeggeri e 11.100 km di raggio)
- ACJ320neo (configurazione tipica 8 passeggeri e 7.800 km di raggio)

### Wide body
- ACJ330 (configurazione tipica 25 passeggeri e 14.800 km di raggio)
- ACJ340 (configurazione tipica 25 passeggeri e 18.300 km di raggio)
- ACJ350 (configurazione tipica 25 passeggeri e 18.600 km di raggio)
- ACJ380 (configurazione tipica 50 passeggeri e 17.250 km di raggio)

## Ordini e Consegne
| Aeromobile  | Corridoio singolo | Corridoio singolo | Corridoio singolo | Corridoio singolo | Corridoio singolo | Corridoio singolo | Corridoio singolo | A300 / 310 | A300 / 310 | A330     | A340         | A340         | A350     | A380     | TOTALE |
| Aeromobile  | A318              | A319              | A319neo           | A320              | A320neo           | A321              | A321neo           | A300       | A310       | A330-200 | A340-200/300 | A340-500/600 | A350-900 | A380-800 | TOTALE |
| ----------- | ----------------- | ----------------- | ----------------- | ----------------- | ----------------- | ----------------- | ----------------- | ---------- | ---------- | -------- | ------------ | ------------ | -------- | -------- | ------ |
| Ordini      | 20                | 79                | 1                 | 1                 | 18                | 4                 | 1                 | 3          | 3          | 44       | 7            | 7            | 1        | 0        | 188    |
| Consegne    | 20                | 77                | 0                 | 1                 | 18                | 0                 | 1                 | 3          | 3          | 37       | 7            | 7            | 0        | 0        | 173    |
| In servizio | 19                | 68                | 0                 | 0                 | 21                | 0                 | 0                 | 0          | 22         | 40       | 13           | 7            | 0        | 0        | 189    |